# Chaetocalathus craterellus
Chaetocalathus craterellus är en svampart som först beskrevs av Durieu & Lév., och fick sitt nu gällande namn av Rolf Singer 1943. Chaetocalathus craterellus ingår i släktet Chaetocalathus och familjen Marasmiaceae.   Inga underarter finns listade i Catalogue of Life.